# ويلدير كارتاخينا
ويلدير كارتاخينا (بالإسبانية: Wilder Cartagena)‏ (23 سبتمبر 1994 بيرو - ) هو لاعب كرة قدم بيروفي، يلعب كلاعب وسط .

## مسيرته الكروية
لعب ويلدير كارتاخينا خلال مسيرته الاحترافية مع 5 أندية في أحد عشر موسمًا وسجل خلالها 5 أهداف ضمن 180 مباراة. ولم يفز بأي موسم بالكأس أو بالدوري.
خاض ويلدير كارتاخينا مسيرته مع نادي أليانزا ليما في عامي 2012-2014 في المرة الأولى ولمدة موسمين ثم ما بين عامي 2019 و2020 لمدة موسم واحد، مشاركًا طوالها في 51 مباراة سجل خلالها هدفًا واحدًا. ثم انتقل إلى نادي فيتوريا سيتوبال في موسم 2013–14 ولمدة موسمين، حيث لم يشارك في أي مباراة ولم يسجل أي هدف. لينتقل بعدها إلى Club Deportivo Universidad de San Martín de Porres ‏ في موسم 2015 واستمر معه طيلة ثلاثة مواسم، مشاركًا في 100 مباراة سجل خلالها 3 أهداف. ثم انتقل إلى نادي تيبورونيس روخوس دي فيراكروز في موسم 2017–18 ولمدة موسمين، مشاركًا في 25 مباراة ولم يسجل أي هدف. هذا وانتقل لاحقًا إلى نادي غودوي كروز في موسم 2019–20 لمدة موسم واحد، مشاركًا في 4 مباريات سجل خلالها هدفًا واحدًا.

## روابط خارجية
- ويلدير كارتاخينا على موقع الدوري الأمريكي (الإنجليزية)
- ويلدير كارتاخينا على موقع قاعدة بيانات كرة القدم.إي يو (الإنجليزية)
- ويلدير كارتاخينا على موقع ناشيونال فوتبول تيمز (الإنجليزية)
- ويلدير كارتاخينا على موقع Soccerway.com (الإنجليزية)
- ويلدير كارتاخينا على موقع عالم كرة القدم.نت (الإنجليزية)
- ويلدير كارتاخينا على موقع AS.com (الإسبانية)